# Hulstina deserta
Hulstina deserta là một loài bướm đêm trong họ Geometridae.